# 홍성지 (바둑 기사)
홍성지(洪性志, 1987년 8월 7일 ~ )는 대한민국의 바둑 기사이다.

## 약력
성남장안초등학교, 충암중학교, 충암고등학교와 아주대학교를 졸업했다. 아마추어 시절 어린이대회에서 1997년 해태배 우승, 1998년 오리온배 우승, 일석배 우승, 세진배 우승, 1999년 제1회 어린이 국수전 우승을 어린이대회에서 5회를 우승으로 차지하였다. 2001년 입단하였으며 2008년 '한국물가정보배'에서 우승하였다.